# Hydriomena franclemonti
Hydriomena franclemonti är en fjärilsart som beskrevs av Mcdunnough 1952. Hydriomena franclemonti ingår i släktet Hydriomena och familjen mätare. Inga underarter finns listade i Catalogue of Life.